# Robin Z
Robin Z 723 var en framgångsrik hopphäst som reds av Peter Eriksson bland annat i OS 1996 i Atlanta, Ryttar-VM 1990 i Stockholm samt Världscupen. Robin Z gick sedan vidare till avel där han lämnade många högpresterande avkommor, Robin Z är far till cirka 60 hopphästar med placeringar i svåra klasser, framför allt många ston. Hans avkommor resulterade inte i speciellt många godkända avelshingstar, endast tre stycken av totalt 1402 registrerade avkommor. Hästen avlivades den 10 december 2008 på Flyinge på grund av hälsoskäl.

## Meriterade avkommor
- Butterfly Flip
- Mynta